# Wisconsin Lutheran College
Wisconsin Lutheran College är ett kristet college i Milwaukee, Wisconsin, USA. Det är knutet till Wisconsin Evangelical Lutheran Synod. Inriktninger är främst mot allmänna studier i humaniora, samhällsvetenskap och naturvetenskap.